# Списак финала Купа европских шампиона и УЕФА Лиге шампиона
УЕФА Лига шампиона је сезонско фудбалско такмичење основано 1955. године. До сезоне 1992/93, такмичење је било познато као Куп европских шампиона. У Лиги шампиона се такмиче прваци домаћих лига свих чланица Уније европских фудбалских асоцијација (УЕФА) осим Лихтенштајна, који нема своје лигашко такмичење. У Лиги шампиона учествују и клубови који су завршили на другом, трећем и четвртом месту у најјачим европским лигама.
Првобитно су једино шампиони домаћих лига и браниоци титула истих имали право да се такмиче. То се променило 1997. када је дозвољено учествовање и вицешампионима најјачих лига и опет 1999. када је дозвољено и трећепласираним и четвртопласираним клубовима истих лига учествовање. До 2005, клуб који је претходне сезоне освојио Лигу шампиона није имао право на аутоматско квалификовање у наредно издање такмичења следеће сезоне. То се такође променило након поменуте године.
До 2009, клуб који је освојио Лигу шампиона задржавао је трофеј Купа европских шампиона десет месеци, а био је дужан да врати трофеј УЕФА-и два месеца пре следећег финала. У знак сећања на победу, клуб је добијао умањену копију пехара. Такође до 2009, клубовима који су били прваци Лиге шампиона три пута заредом (или укупно пет пута) уручивао се исти трофеј на трајно чување, а УЕФА би наручила прављење новог трофеја за следећу сезону. Пет тимова је успело то да оствари: Реал Мадрид, Ајакс, Бајерн Минхен, Милан и Ливерпул. Међутим, од 2009, тим који освоји Лигу шампиона добија реплику трофеја у пуној величини, а оригинал задржава УЕФА. Према истом правилу из 2009, клуб који од сезоне 2009/10. постане првак Лиге шампиона трећи пут заредом (или укупно пети пут) не добија оригинални пехар, већ право на ношење посебне ознаке на дресу за поменуто постигнуће.
Укупно је двадесет и три клуба освојило Куп шампиона, односно Лигу шампиона. Реал Мадрид држи рекорд по броју освојених титула будући да је био првак такмичења петнаест пута. Реал је такође клуб који је освојио такмичење највише пута у низу, од 1956. до 1960. је био првак. Јувентус је највише пута био финалиста такмичења пошто је седам пута губио у финалима. Атлетико Мадрид је једини тим који је дошао до три финала, а ниједном није подигао пехар док су Ремс и Валенсија завршавали два пута као финалисти без победа. Највише шампиона је долазило из Шпаније (два клуба су освојила деветнаест титула). Шест клубова из Енглеске су петнаест пута били прваци а три италијанска клуба су дванаест пута подигли пехар. Клубови из исте државе састајали су се осам пута у финалима: два пута Реал против Атлетика (2013/14. и 2015/16) и једном Реал против Валенсије (1999/00), Милан се састао с Јувентусом (2002/03), Манчестер јунајтед је играо са Челсијем (2007/08), Ливерпул против Тотенхема (2018/19), Бајерн против Борусије (2012/13) и Челси против Манчестер Ситија (2020/21).
Тренутни шампион је Пари Сен Жермен, који је победио Интер Милано резултатом 5 : 0 у финалу из 2025.

## Финала
Легенда
| Победник утакмица је одређен након продужетака.  |
| Победник утакмица је одређен након пенал серије. |
| Утакмица је поновљена.                           |

| Сезона   | Победник           | Резултат | Финалиста              | Стадион                                 | Посећеност |
| -------- | ------------------ | -------- | ---------------------- | --------------------------------------- | ---------- |
| 1955/56. | Реал Мадрид        | 4 : 3    | Ремс                   | Парк принчева, Париз                    | 38.239     |
| 1956/57. | Реал Мадрид        | 2 : 0    | Фјорентина             | Стадион Сантијаго Бернабеу, Мадрид      | 124.000    |
| 1957/58. | Реал Мадрид        | 3 : 2    | Милан                  | Хејсел стадион, Брисел                  | 67.000     |
| 1958/59. | Реал Мадрид        | 2 : 0    | Ремс                   | Стадион Некар, Штутгарт                 | 72.000     |
| 1959/60. | Реал Мадрид        | 7 : 3    | Ајнтрахт Франкфурт     | Хемпден парк, Глазгов                   | 127.621    |
| 1960/61. | Бенфика            | 3 : 2    | Барселона              | Ванкдорф стадион, Берн                  | 26.732     |
| 1961/62. | Бенфика            | 5 : 3    | Реал Мадрид            | Олимпијски стадион, Амстердам           | 61.257     |
| 1962/63. | Милан              | 2 : 1    | Бенфика                | Стадион Вембли, Лондон                  | 45.715     |
| 1963/64. | Интер Милано       | 3 : 1    | Реал Мадрид            | Стадион Пратер, Беч                     | 71.333     |
| 1964/65. | Интер Милано       | 1 : 0    | Бенфика                | Сан Сиро, Милано                        | 89.000     |
| 1965/66. | Реал Мадрид        | 2 : 1    | Партизан               | Стадион Хејсел, Брисел                  | 46.745     |
| 1966/67. | Селтик             | 2 : 1    | Интер Милано           | Национални стадион, Оеирас              | 45.000     |
| 1967/68. | Манчестер јунајтед | 4 : 1    | Бенфика                | Стадион Вембли, Лондон                  | 92.225     |
| 1968/69. | Милан              | 4 : 1    | Ајакс                  | Стадион Сантијаго Бернабеу, Мадрид      | 31.782     |
| 1969/70. | Фајенорд           | 2 : 1    | Селтик                 | Сан Сиро, Милано, Италија               | 53.187     |
| 1970/71. | Ајакс              | 2 : 0    | Панатинаикос           | Стадион Вембли, Лондон                  | 83.179     |
| 1971/72. | Ајакс              | 2 : 0    | Интер Милано           | Де Кујп, Ротердам                       | 61.354     |
| 1972/73. | Ајакс              | 1 : 0    | Јувентус               | Стадион Црвена звезда, Београд          | 89.484     |
| 1973/74. | Бајерн Минхен      | 4 : 0    | Атлетико Мадрид        | Стадион Хејсел, Брисел                  | 72.047     |
| 1974/75. | Бајерн Минхен      | 2 : 0    | Лидс јунајтед          | Парк принчева, Париз                    | 48.374     |
| 1975/76. | Бајерн Минхен      | 1 : 0    | Сент Етјен             | Хемпден парк, Глазгов                   | 54.864     |
| 1976/77. | Ливерпул           | 3 : 1    | Борусија Менхенгладбах | Олимпијски стадион, Рим                 | 57.000     |
| 1977/78. | Ливерпул           | 1 : 0    | Клуб Бриж              | Стадион Вембли, Лондон                  | 92.500     |
| 1978/79. | Нотингем форест    | 1 : 0    | Малме                  | Олимпијски стадион, Минхен              | 57.500     |
| 1979/80. | Нотингем форест    | 1 : 0    | Хамбургер              | Стадион Сантијаго Бернабеу, Мадрид      | 51.000     |
| 1980/81. | Ливерпул           | 1 : 0    | Реал Мадрид            | Парк принчева, Париз                    | 48.360     |
| 1981/82. | Астон Вила         | 1 : 0    | Бајерн Минхен          | Де Кујп, Ротердам                       | 46.000     |
| 1982/83. | Хамбургер          | 1:0      | Јувентус               | Олимпијски стадион Спиридон Луис, Атина | 73.500     |
| 1983/84. | Ливерпул           | 1 : 1*   | Рома                   | Олимпијски стадион, Рим                 | 69.693     |
| 1984/85. | Јувентус           | 1 : 0    | Ливерпул               | Стадион Хејсел, Брисел                  | 58.000     |
| 1985/86. | Стеауа Букурешт    | 0 : 0*   | Барселона              | Санчез Писхуан, Севиља                  | 70.000     |
| 1986/87. | Порто              | 2 : 1    | Бајерн Минхен          | Стадион Пратер, Беч                     | 57.500     |
| 1987/88. | ПСВ Ајндховен      | 0 : 0*   | Бенфика                | Стадион Некар, Штутгарт                 | 68.000     |
| 1988/89. | Милан              | 4 : 0    | Стеауа Букурешт        | Камп ноу, Барселона                     | 97.000     |
| 1989/90. | Милан              | 1 : 0    | Бенфика                | Пратер стадион, Беч                     | 57.558     |
| 1990/91. | Црвена звезда      | 0 : 0*   | Олимпик Марсељ         | Стадион Свети Никола, Бари              | 56.000     |
| 1991/92. | Барселона          | 1 : 0    | Сампдорија             | Стадион Вембли, Лондон                  | 70.827     |
| 1992/93. | Олимпик Марсељ     | 1 : 0    | Милан                  | Олимпијски стадион, Минхен              | 64.400     |
| 1993/94. | Милан              | 4 : 0    | Барселона              | Олимпијски стадион Спиридон Луис, Атина | 70.000     |
| 1994/95. | Ајакс              | 1 : 0    | Милан                  | Стадион Ернст Хапел, Беч                | 49.730     |
| 1995/96. | Јувентус           | 1 : 1*   | Ајакс                  | Олимпијски стадион, Рим                 | 70.000     |
| 1996/97. | Борусија Дортмунд  | 3 : 1    | Јувентус               | Олимпијски стадион, Минхен              | 59.000     |
| 1997/98. | Реал Мадрид        | 1 : 0    | Јувентус               | Арена Амстердам, Амстердам              | 48.500     |
| 1998/99. | Манчестер јунајтед | 2 : 1    | Бајерн Минхен          | Камп ноу, Барселона                     | 90.245     |
| 1999/00. | Реал Мадрид        | 3 : 0    | Валенсија              | Стад де Франс, Париз                    | 80.000     |
| 2000/01. | Бајерн Минхен      | 1 : 1*   | Валенсија              | Сан Сиро, Милано                        | 71.500     |
| 2001/02. | Реал Мадрид        | 2 : 1    | Бајер Леверкузен       | Парк Хемпден, Глазгов                   | 50.499     |
| 2002/03. | Милан              | 0 : 0*   | Јувентус               | Олд Трафорд, Манчестер                  | 62.315     |
| 2003/04. | Порто              | 3 : 0    | Монако                 | Арена Ауфшалке, Гелзенкирхен            | 53.053     |
| 2004/05. | Ливерпул           | 3 : 3*   | Милан                  | Олимпијски стадион Ататурк, Истанбул    | 69.000     |
| 2005/06. | Барселона          | 2 : 1    | Арсенал                | Стад де Франс, Париз                    | 79.610     |
| 2006/07. | Милан              | 2 : 1    | Ливерпул               | Олимпијски стадион Спиридон Луис, Атина | 63.000     |
| 2007/08. | Манчестер јунајтед | 1 : 1*   | Челси                  | Стадион Лужњики, Москва                 | 67.310     |
| 2008/09. | Барселона          | 2 : 0    | Манчестер јунајтед     | Олимпијски стадион, Рим                 | 62.467     |
| 2009/10. | Интер Милано       | 2 : 0    | Бајерн Минхен          | Стадион Сантијаго Бернабеу, Мадрид      | 73.490     |
| 2010/11. | Барселона          | 3 : 1    | Манчестер јунајтед     | Стадион Вембли, Лондон                  | 87.695     |
| 2011/12. | Челси              | 1 : 1*   | Бајерн Минхен          | Алијанц арена, Минхен                   | 62.500     |
| 2012/13. | Бајерн Минхен      | 2 : 1    | Борусија Дортмунд      | Стадион Вембли, Лондон                  | 86.298     |
| 2013/14. | Реал Мадрид        | 4 : 1    | Атлетико Мадрид        | Стадион светлости, Лисабон              | 60.976     |
| 2014/15. | Барселона          | 3 : 1    | Јувентус               | Олимпијски стадион, Берлин              | 70.442     |
| 2015/16. | Реал Мадрид        | 1 : 1*   | Атлетико Мадрид        | Сан Сиро, Милано                        | 71.942     |
| 2016/17. | Реал Мадрид        | 4 : 1    | Јувентус               | Миленијум, Кардиф                       | 65.842     |
| 2017/18. | Реал Мадрид        | 3 : 1    | Ливерпул               | Олимпијски стадион, Кијев               | 61.561     |
| 2018/19. | Ливерпул           | 2 : 0    | Тотенхем хотспур       | Ванда Метрополитано, Мадрид             | 63.272     |
| 2019/20. | Бајерн Минхен      | 1 : 0    | Пари Сен Жермен        | Стадион Луж, Лисабон                    | 0          |
| 2020/21. | Челси              | 1 : 0    | Манчестер Сити         | Стадион Драгао, Порто                   | 14.110     |
| 2021/22. | Реал Мадрид        | 1 : 0    | Ливерпул               | Стад де Франс, Сен Дени                 | 75.000     |
| 2022/23. | Манчестер сити     | 1 : 0    | Интер Милано           | Олимпијски стадион Ататурк, Истанбул    | 71.412     |
| 2023/24. | Реал Мадрид        | 2 : 0    | Борусија Дортмунд      | Стадион Вембли, Лондон                  | 86.212     |
| 2024/25. | Пари Сен Жермен    | 5 : 0    | Интер Милано           | Алијанц арена, Минхен                   | 64.527     |

## Успеси

### По клубовима
| Клуб                   | Победник | Финалиста | Година/е када је клуб био победник                                                        | Година/е када је клуб био финалиста       |
| ---------------------- | -------- | --------- | ----------------------------------------------------------------------------------------- | ----------------------------------------- |
| Реал Мадрид            | 15       | 3         | 1956, 1957, 1958, 1959, 1960, 1966, 1998, 2000, 2002, 2014, 2016, 2017, 2018, 2022, 2024. | 1962, 1964, 1981.                         |
| Милан                  | 7        | 4         | 1963, 1969, 1989, 1990, 1994, 2003, 2007.                                                 | 1958, 1993, 1995, 2005.                   |
| Бајерн Минхен          | 6        | 5         | 1974, 1975, 1976, 2001, 2013, 2020.                                                       | 1982, 1987, 1999, 2010, 2012.             |
| Ливерпул               | 6        | 4         | 1977, 1978, 1981, 1984, 2005, 2019.                                                       | 1985, 2007, 2018, 2022.                   |
| Барселона              | 5        | 3         | 1992, 2006, 2009, 2011, 2015.                                                             | 1961, 1986, 1994.                         |
| Ајакс                  | 4        | 2         | 1971, 1972, 1973, 1995.                                                                   | 1969, 1996.                               |
| Интер Милано           | 3        | 4         | 1964, 1965, 2010.                                                                         | 1967, 1972, 2023, 2025.                   |
| Манчестер јунајтед     | 3        | 2         | 1968, 1999, 2008.                                                                         | 2009, 2011.                               |
| Јувентус               | 2        | 7         | 1985, 1996.                                                                               | 1973, 1983, 1997, 1998, 2003, 2015, 2017. |
| Бенфика                | 2        | 5         | 1961, 1962.                                                                               | 1963, 1965, 1968, 1988, 1990.             |
| Челси                  | 2        | 1         | 2012, 2021.                                                                               | 2008.                                     |
| Нотингем форест        | 2        | 0         | 1979, 1980.                                                                               | —                                         |
| Порто                  | 2        | 0         | 1987, 2004.                                                                               | —                                         |
| Борусија Дортмунд      | 1        | 2         | 1997.                                                                                     | 2013, 2024.                               |
| Селтик                 | 1        | 1         | 1967.                                                                                     | 1970.                                     |
| Хамбургер              | 1        | 1         | 1983.                                                                                     | 1980.                                     |
| Стеауа Букурешт        | 1        | 1         | 1986.                                                                                     | 1989.                                     |
| Олимпик Марсељ         | 1        | 1         | 1993.                                                                                     | 1991.                                     |
| Манчестер сити         | 1        | 1         | 2023.                                                                                     | 2021.                                     |
| Пари Сен Жермен        | 1        | 1         | 2025.                                                                                     | 2020.                                     |
| Фајенорд               | 1        | 0         | 1970.                                                                                     | —                                         |
| Астон Вила             | 1        | 0         | 1982.                                                                                     | —                                         |
| ПСВ Ајндховен          | 1        | 0         | 1988.                                                                                     | —                                         |
| Црвена звезда          | 1        | 0         | 1991.                                                                                     | —                                         |
| Атлетико Мадрид        | 0        | 3         | —                                                                                         | 1974, 2014, 2016.                         |
| Ремс                   | 0        | 2         | —                                                                                         | 1956, 1959.                               |
| Валенсија              | 0        | 2         | —                                                                                         | 2000, 2001.                               |
| Фјорентина             | 0        | 1         | —                                                                                         | 1957.                                     |
| Ајнтрахт Франкфурт     | 0        | 1         | —                                                                                         | 1960.                                     |
| Партизан               | 0        | 1         | —                                                                                         | 1966.                                     |
| Панатинаикос           | 0        | 1         | —                                                                                         | 1971.                                     |
| Лидс јунајтед          | 0        | 1         | —                                                                                         | 1975.                                     |
| Сент Етјен             | 0        | 1         | —                                                                                         | 1976.                                     |
| Борусија Менхенгладбах | 0        | 1         | —                                                                                         | 1977.                                     |
| Клуб Бриж              | 0        | 1         | —                                                                                         | 1978.                                     |
| Малме                  | 0        | 1         | —                                                                                         | 1979.                                     |
| Рома                   | 0        | 1         | —                                                                                         | 1984.                                     |
| Сампдорија             | 0        | 1         | —                                                                                         | 1992.                                     |
| Бајер Леверкузен       | 0        | 1         | —                                                                                         | 2002.                                     |
| Монако                 | 0        | 1         | —                                                                                         | 2004.                                     |
| Арсенал                | 0        | 1         | —                                                                                         | 2006.                                     |
| Тотенхем хотспур       | 0        | 1         | —                                                                                         | 2019.                                     |

### По државама
| Држава          | Победник | Финалиста | Клубови који су били победници                                                                           | Клубови који су били финалисти |
| --------------- | -------- | --------- | --- | --- |
| Шпанија         | 20       | 11        | Реал Мадрид (15), Барселона (5)                                                                          | Реал Мадрид (3), Барселона (3), Атлетико Мадрид (3), Валенсија (2)                                                                |
| Енглеска        | 15       | 11        | Ливерпул (6), Манчестер јунајтед (3), Челси (2), Нотингем форест (2), Астон Вила (1), Манчестер Сити (1) | Ливерпул (4), Манчестер јунајтед (2), Лидс јунајтед (1), Арсенал (1), Челси (1), Тотенхем хотспур (1), Манчестер сити (1)         |
| Италија         | 12       | 18        | Милан (7), Интер Милано (3), Јувентус (2)                                                                | Јувентус (7), Милан (4), Интер Милано (4), Фјорентина (1), Рома (1), Сампдорија (1)                                               |
| Немачка         | 8        | 11        | Бајерн Минхен (6), Борусија Дортмунд (1), Хамбургер (1)                                                  | Бајерн Минхен (5), Бајер Леверкузен (2), Борусија Менхенгладбах (1), Ајнтрахт Франкфурт (1), Хамбургер (1), Борусија Дортмунд (1) |
| Холандија       | 6        | 2         | Ајакс (4), ПСВ Ајндховен (1), Фајенорд (1)                                                               | Ајакс (2) |
| Португал        | 4        | 5         | Бенфика (2), Порто (2)                                                                                   | Бенфика (5) |
| Француска       | 2        | 6         | Олимпик Марсељ (1), Пари Сен Жермен (1)                                                                  | Ремс (2), Сент Етјен (1), Олимпик Марсељ (1), Монако (1), Пари Сен Жермен (1)                                                     |
| СФР Југославија | 1        | 1         | Црвена звезда (1)                                                                                        | Партизан (1) |
| Румунија        | 1        | 1         | Стеауа Букурешт (1)                                                                                      | Стеауа Букурешт (1) |
| Шкотска         | 1        | 1         | Селтик (1)                                                                                               | Селтик (1) |
| Шведска         | 0        | 1         | | Малме (1) |
| Грчка           | 0        | 1         | | Панатинаикос (1) |
| Белгија         | 0        | 1         | | Клуб Бриж (1) |